# Camponotus propinquellus
Camponotus propinquellus é uma espécie de inseto do gênero Camponotus, pertencente à família Formicidae.